# Nedre Bursjön
Nedre Bursjön är en sjö i Ovanåkers kommun i Hälsingland och ingår i Ljusnans huvudavrinningsområde. Sjön har en area på 0,322 kvadratkilometer och ligger 227,1 meter över havet. Sjön avvattnas av vattendraget Hässjaån.

## Delavrinningsområde
Nedre Bursjön ingår i det delavrinningsområde (682728-149395) som SMHI kallar för Inloppet i Gryten. Medelhöjden är 312 meter över havet och ytan är 8,13 kvadratkilometer. Räknas de 6 avrinningsområdena uppströms in blir den ackumulerade arean 70,8 kvadratkilometer. Hässjaån som avvattnar avrinningsområdet har biflödesordning 3, vilket innebär att vattnet flödar genom totalt 3 vattendrag innan det når havet efter 103 kilometer. Avrinningsområdet består mestadels av skog (92 procent). Avrinningsområdet har 0,32 kvadratkilometer vattenytor vilket ger det en sjöprocent på 3,9 procent.